# Harmony Row
Harmony Row — третий сольный альбом британского музыканта Джека Брюса, выпущенный в июле 1971 года лейблом Polydor Records (Великобритания) и лейблом Atco Records (США). В 2003 году переиздан на CD с добавлением пяти бонус-треков.
Название альбома взято от названия многоквартирного дома в Глазго, недалеко от которого вырос Брюс. Улица, после того как её снесли, была известна как самый большой непрерывный ряд домов в Европе, протянувшийся более чем на милю. Фотография на обложке альбома сделана недалеко от многоквартирного дома Harmony Row в Говане.

## Об альбоме
Альбом получил свое название от многоквартирной улицы в Глазго, возле которой прошло детство Брюса. Музыку для всех композиций написал Джек Брюс, а тексты песен — поэт и композитор Пит Браун. На развороте обложки пластинки есть редкая фотография Пита Брауна и фотография Брюса.

По поводу его публикации Тони Палмер написал в London Observer :
Музыкальность отточена и точна. Спонтанность исполнения немного страдает, но это небольшая плата за мастерство записи. Музыка точно вытекает из нюансов слов; их значения необъяснимым образом связаны с типом производимого звука. Почти невозможно представить, чтобы эти песни исполнялись каким-либо другим способом какой-либо другой группой музыкантов. 

## Список композиций
| №  | Название                            | Длительность |
| -- | ----------------------------------- | ------------ |
| 1. | «Can You Follow?»                   | 1:32         |
| 2. | «Escape to the Royal Wood (On Ice)» | 3:44         |
| 3. | «You Burned the Tables on Me»       | 3:49         |
| 4. | «There's a Forest»                  | 1:44         |
| 5. | «Morning Story»                     | 4:55         |
| 6. | «Folk Song»                         | 4:20         |

| №  | Название               | Длительность |
| -- | ---------------------- | ------------ |
| 1. | «Smiles and Grins»     | 6:05         |
| 2. | «Post War»             | 4:20         |
| 3. | «A Letter of Thanks»   | 2:54         |
| 4. | «Victoria Sage»        | 5:02         |
| 5. | «The Consul at Sunset» | 4:14         |

Бонус-треки, добавленные при переиздании 2003 года
- Green Hills (instrumental version of «Can You Follow?») — 2:16
- You Burned the Tables on Me (remix including electric piano) — 4:10
- There’s a Forest (first take) — 2:11
- Escape to the Royal Wood (On Ice) (instrumental demo version) — 4:01
- Can You Follow? (first take) — 1:32

## Участники записи
- Джек Брюс — вокал, бас-гитара, фортепиано, орган, виолончель, губная гармоника, аранжировки
- Крис Спеддинг — гитара
- Джон Маршалл[англ.] — ударные

###### Сведение
Энди Джонс — звукорежиссер
Барри Ансуорт – инженер